# بازیل شونلاند
 بازیل شونلاند (انگلیسی: Basil Schonland؛ زاده ۲ فوریهٔ ۱۸۹۶ درگذشته ۲۴ نوامبر ۱۹۷۲) یک فیزیک‌دان اهل آفریقای جنوبی بود.